# Layla Timergazi
Layla Timergazi (* 2001) ist eine neuseeländische Schachspielerin.
Layla Timergazi lernte Schachspielen im Alter von sieben Jahren von ihren Eltern. Ihr erster Verein war der Wellington Chess Club.
Für die neuseeländische Frauennationalmannschaft spielte sie als 13-Jährige bei der Schacholympiade 2014 in Tromsø am ersten Reservebrett und erhielt für ihr positives Ergebnis von 7 Punkten aus 10 Partien den Titel FIDE-Meister der Frauen (WFM). Beim Wellington-Open 2015 wurde sie geteilte Erste. Im Januar 2017 gewann sie in Auckland das ozeanische Zonenturnier der Frauen, wofür sie den Titel Internationaler Meister der Frauen erhielt.
Ihre Elo-Zahl beträgt 2032 (Stand: April 2020); sie führt damit die neuseeländische Elo-Rangliste der Frauen an. Ihre bisher höchste Elo-Zahl war 2073 von Februar bis August 2017.